# イガイダマシ
イガイダマシ（学名 Mytilopsis sallei）はオオノガイ目カワホトトギス科に属する二枚貝の1種である。内湾や河口の潮間帯下部から水深数mに生息する汽水性の二枚貝。日本には本来分布していない外来種。イガイ科の貝に似ているためにこの和名がついた。

## 分布
メキシコ湾、カリブ海を原産地とする。
日本では東京都、千葉県、愛知県、大阪府、静岡県、和歌山県、富山県、福岡県に移入分布している。海外では、インド、フィジー、アフリカ西岸、ベトナム、台湾、香港などに外来種として定着している。

## 特徴
殻長2.5cm。殻色は汚白色から淡褐色。殻は薄く、殻表は褐色の殻皮に覆われる。殻頂部内側に隔板があり、その下に三角形の突起がある。
護岸や他の貝類に固着して群生する。水質汚濁や塩分には強いが、低水温に弱い。

## 外来種問題
日本では1974年に静岡県の清水港で初めて記録され、その後も1983年に東京湾隅田川河口と千葉県の新浜湖、1984年に福岡県の洞海湾、1991年に大阪府の道頓堀川、1994年に大阪市の大阪港、堺市の出島港、岸和田市の春木港、2000年以降に名古屋港と和歌山港など各地で次々と発見された。船体に付着したり、バラスト水に混入して侵入・拡散したものと考えられる。
本種よりも他の外来種のイガイ類（ムラサキイガイ・ミドリイガイ・カワヒバリガイ・コウロエンカワヒバリガイなど）のほうが優占しており、また本種はクロダイに捕食されるため、あまり深刻な定着は発生しないとされる。しかし、温暖化により定着が促進された場合、在来生物に影響を与える危険性もある。また、日本国内でイガイダマシとして報告されていたもののなかに、実際は別種のアメリカイガイダマシM. leucophaeataである個体が混入していた可能性も指摘されており、種の同定には注意を要すると指摘されている。
外来生物法により要注意外来生物に指定されている。
オーストラリアのダーウィン港ではヨットハーバーにイガイダマシの侵入が確認された際、すぐに塩素や硫酸銅を散布して根絶に成功しており、これは海洋外来生物の完全な駆除に実現した唯一の事例である。